# Nuclearhammer
Nuclearhammer ist eine kanadische Black- und Death-Metal-Band aus Toronto.

## Stil
In einer Besprechung des Albums Serpentine Hermetic Lucifer urteilte der Rezensent von metal.de, dass sich die Musik „im Spannungsfeld zwischen Black, Death und War Metal“ bewege. Zudem wird betont, dass sich die Band „hörbar um Dynamik und Abwechslung in Sachen Tempo“ bemühe, anstatt „über die volle Spielzeit das Gaspedal durchzudrücken“. Als Referenzen werden Archgoat, Black Witchery und Teitanblood genannt.
Deutlich kritischer hält MusikReviews.de fest: Die Band führe „die Vorarbeit von obskuren Rumpel-Combos wie Blasphemy, Beherit und VON auf die Spitze“. Direkt der erste Song auf Serpentine Hermetic Lucifer sei „neun Minuten Soundbrei“ und eine Nummer, die „aus wenig mehr als einem Endlosriff, das als tiefes Rauschen im Hintergrund zu hören ist, einer hier und da aufjaulenden Leadgitarre und unverständlichem Krächzen“ bestehe.

## Diskografie

### Alben
- 2009: Obliteration Ritual (Morbid Moon Records)
- 2014: Serpentine Hermetic Lucifer (Nuclear War Now! Productions)

### Sonstige
- 2007: Serpents Malignancy (Split mit Antediluvian und [l]ight am I, Serpents Head Reprisal)
- 2011: Frozen Misery (EP, Supremacy Through Intolerance)
- 2011: Heretical Serpent Cult (Split mit Begrime Exemious, Dark Descent Records)
- 2011: Excharge (Split mit Deiphago, Chalice of Blood Angel)
- 2012: Abomination to the Lord (Split mit Sickrites, Chalice of Blood Angel)

### Demo
- 2006: Nuclear Rehearsals '06
- 2006: Tyrants of Cruelty
- 2007: Immortalized Hatred
- 2007: Rehearsal '07
- 2008: Demo 2008